# Tradition de luge sur la colline du Capitole des États-Unis

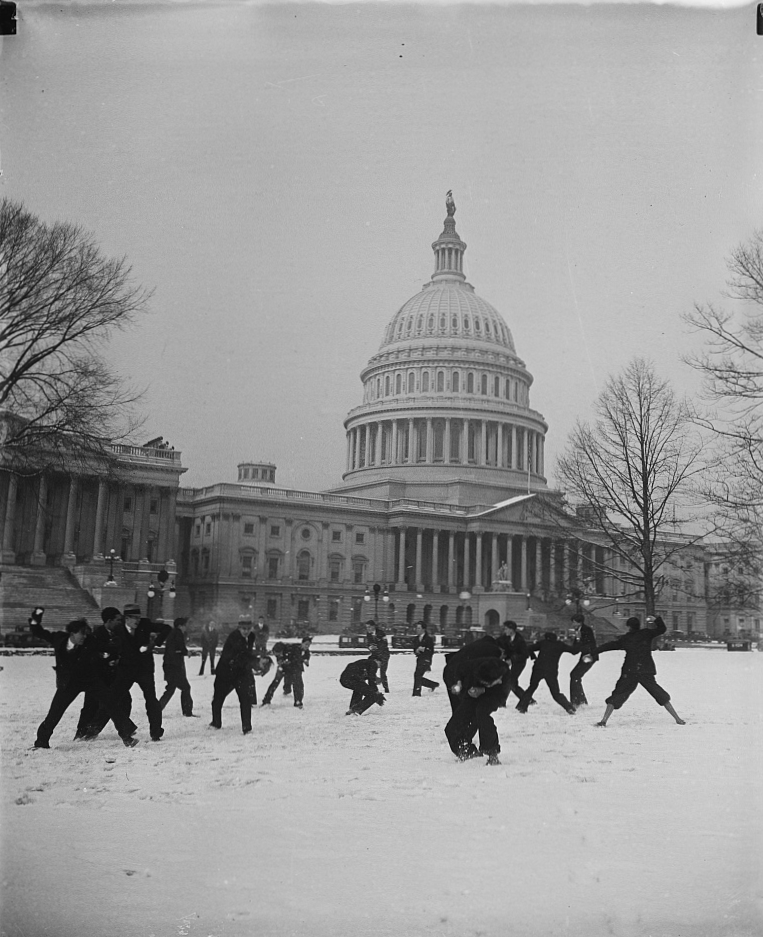
Bataille de boules de neige devant le Capitole des États-Unis., janvier ou février 1930.

Une tradition populaire de luge et plus largement de jeux de neige sur la colline (front ouest) du Capitole des États-Unis à Washington existe, nonobstant les règlements qui ont essayé de l'interdire. Une interdiction notoire de faire du traîneau sur les pentes du Capitole remontrait à 1876, mais elle n'a été régulièrement appliquée qu'après les Attentats du 11 septembre 2001. L'interdiction fut levée dans l'Omnibus spending bill (en) adoptée en décembre 2015 pour maintenir le gouvernement en place jusqu'en 2016. Après l'assaut du Capitole par des partisans de Donald Trump en 2021, cette pratique risque de disparaître quelques années.

## Great Sled Uprising
L'interdiction de faire de la luge a fait l'objet d'un mépris national en février 2015 lorsqu'une kyrielle d'enfants du quartier fut chassée par la police du Capitole, probablement à la demande de Hal Rogers ou de Thad Cochran, tous deux républicains qui nièrent par la suite avoir tenté de ruiner l'hiver. Mais une tempête, début mars 2015 (en) fit sortir une foule de familles sur Capitol Hill, qui décidèrent de faire de la luge au mépris ouvert de l'interdiction, et passèrent plusieurs heures à glisser sur le front ouest enneigé à la vue de la police du Capitole, qui, devant la foule, laissa faire. Le grand soulèvement des traîneaux (Great Sled Uprising) convainquit les dirigeants du Congrès de réécrire les règles régissant le campus du Capitole (en) ,.

## Droits des lugeurs
Eleanor Holmes Norton, membre sans droit de vote de la Chambre des représentants notamment fit pression pour mettre un terme à l'interdiction de luge sur le Capitole,. L'« amendement de Farr », effectif dès 2015 n'annula pas techniquement l'interdiction de la luge, mais il ordonna à la police du Capitole de l'ignorer au profit de tâches plus urgentes en matière d'application de la loi. 
L'interdiction fut levée dans l'Omnibus spending bill (en) adoptée en décembre 2015 pour maintenir le gouvernement en place jusqu'en 2016 et signée par Barack Obama.
Les droits des lugeurs figurent dans la branche législative de l'Appropriations bill (en) de la Commission des crédits  (Committee on Appropriations) (en), à la section « Capitol police », « Use of grounds »:

« The Committee understands the need to maintain safety and order on the Capitol grounds and commends the Capitol Police for their efforts. However, given the family-style neighborhood that the Capitol shares with the surrounding community the Committee would instruct the Capitol Police to forebear enforcement of 2 U.S.C. 1963 (“An act to protect the public property, turf, and grass of the Capitol Grounds from injury”) and the Traffic Regulations for the United States Capitol Grounds when encountering snow sledders on the grounds »

« Go for it! », dit Norton cette année-là aux habitants de la ville après la levée de l'interdiction.
La pratique de la luge est assortie de règles expliquées sur le site de l'agence fédérale Architect of the Capitol (en)qui à la charge de la maintenance du site.

## Après l'assaut du Capitole de 2021
Après l'assaut du Capitole par des partisans de Donald Trump en 2021, où on compta plusieurs morts et où 140 policiers furent blessés, des clôtures de deux mètres de haut et non modulables furent érigées et, de facto, interdirent les jeux de neige des enfants. Le chef par intérim de la police du Capitole, Yogananda Pittman (en), appela d'autre part à « de vastes améliorations » de la sécurité sur le terrain du Capitole ce qui ne présage rien de bon pour les lugeurs dans les années qui suivront.